# Andeolus von Smyrna

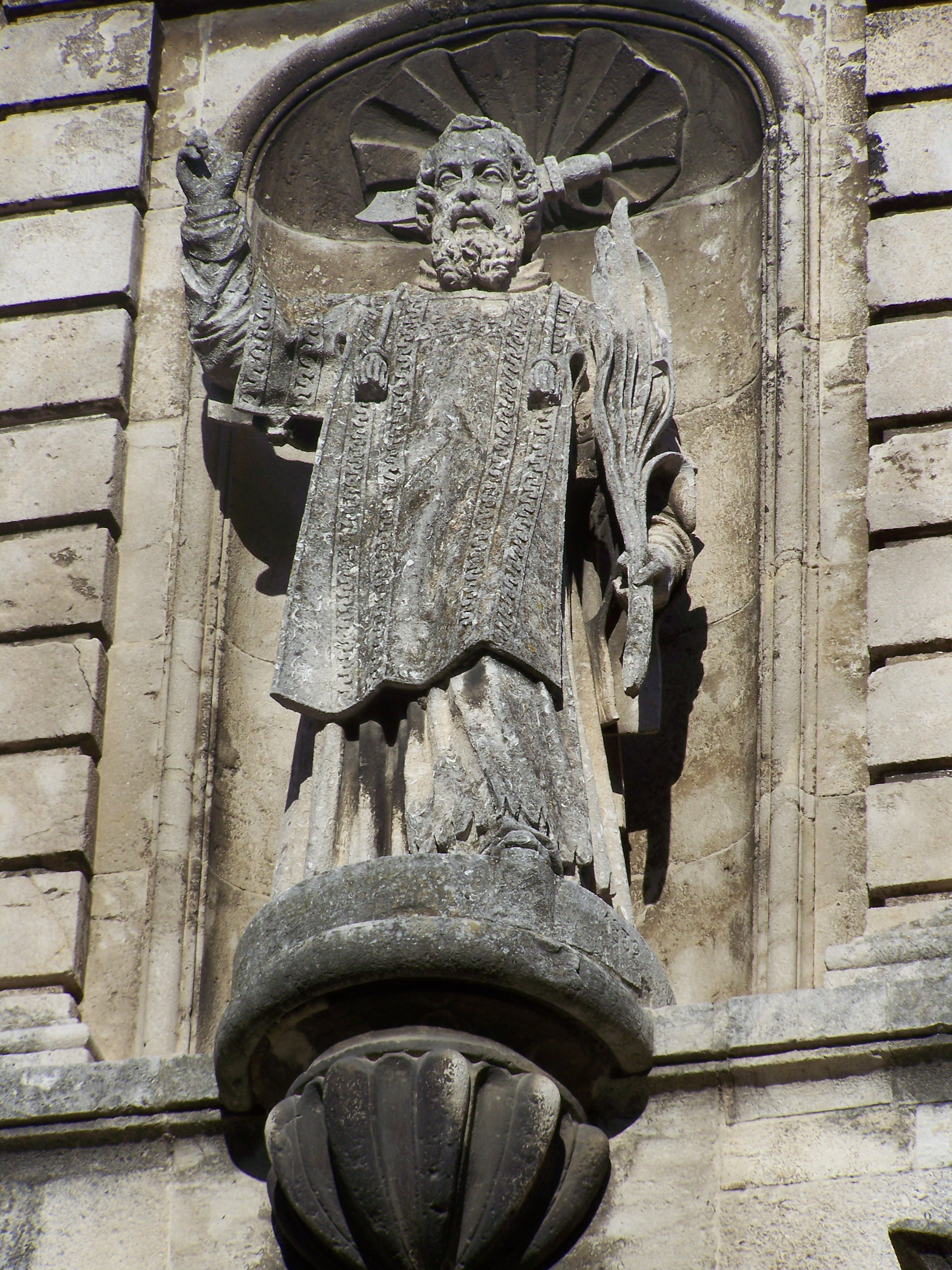
Hl. Andeolus im Diakonsgewand und mit Märtyrerpalme

Andeolus von Smyrna (französisch St.-Andéol oder Andeux bzw. Andeul; * im 2. Jahrhundert in Smyrna; † 1. Mai 208 im damaligen Bergoïate, dem heutigen Bourg-Saint-Andéol) war ein christlicher Diakon und Heiliger. Er wird hauptsächlich im Rhônetal in Frankreich verehrt und gilt als „Apostel des Vivarais“. Sein Gedenktag ist der 1. Mai.

## Überlieferung
Gemäß der Überlieferung sandte ihn Polykarp von Smyrna zusammen mit Benignus, Andochius und dem Diakon Thyrsos nach Gallien, wo er auf sich allein gestellt in Carpentras das Evangelium verkündete. Er begegnete Kaiser Septimius Severus, der eben nach England übersetzen wollte und ihm in Bergoïate an der Rhône das Haupt mit einem hölzernen Schwert spalten ließ. Sein Leichnam wurde in den Fluss geworfen, wo er von der Strömung ans Westufer gespült und dort von einer frommen Frau mit Namen Tullia in einen Sarkophag gebettet wurde.

## Verehrung

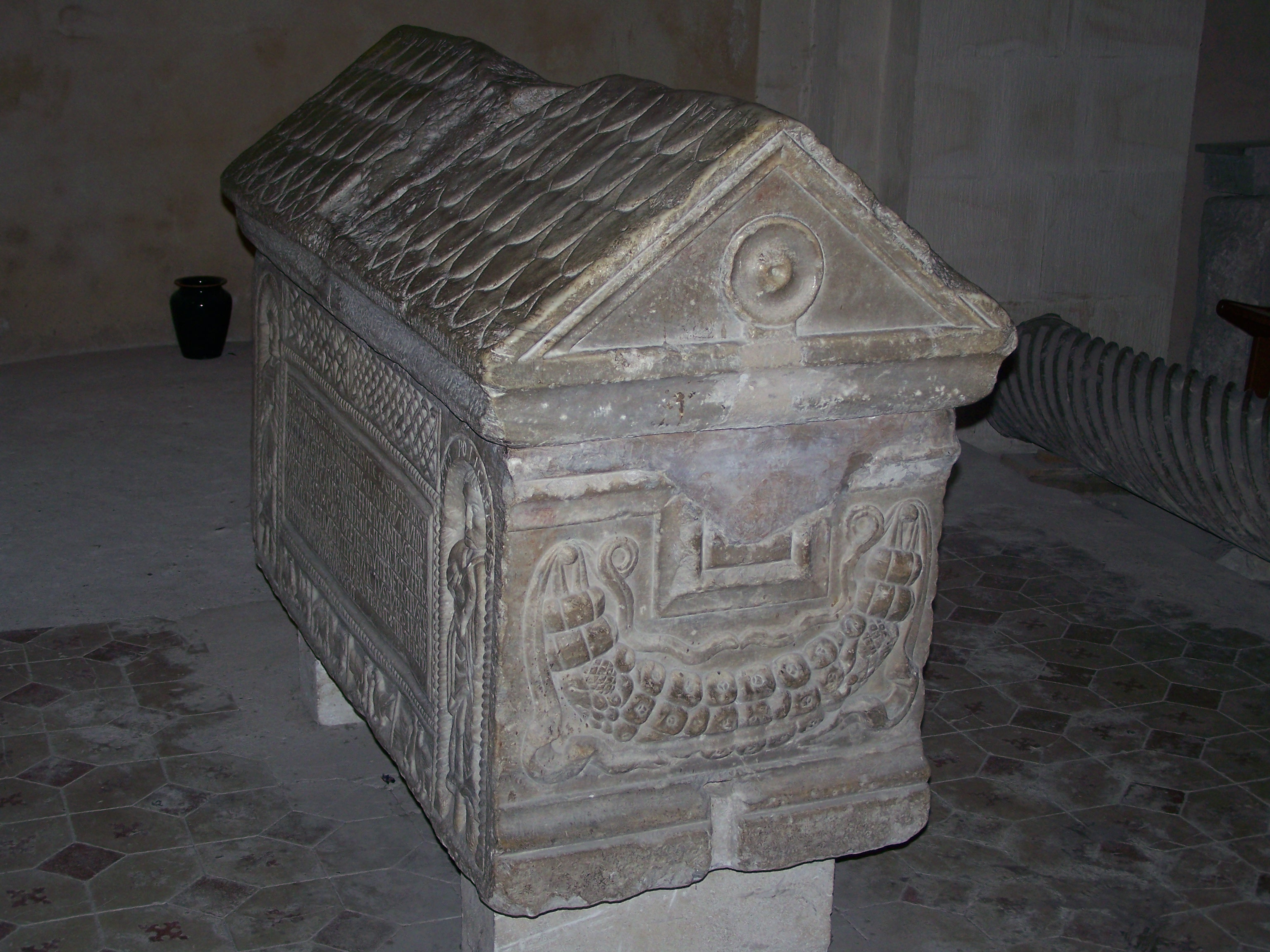
Antiker Sarkophag des hl. Andeolus in der Kirche von Bourg-Saint-Andéol

Bischof Germanus von Paris bewog den König Childebert I. im Jahr 557, unter Anrufung des Märtyrers eine Kapelle erbauen zu lassen, die der Abtei St. Vincenz (später: Saint-Germain-des-Prés) unterstellt wurde. In der Folge wurde diese Kapelle unter dem Namen St.-André-des-Acres zu einer Pfarrkirche erhoben, deren erster Patron der hl. Andeolus ist.
Im Jahr 858 ließ der Bischof Bernouin von Viviers den Sarkophag Andeolus’ in der ehemaligen Kirche St.-Polycarpe öffnen; damit begann eine neue Phase der Verehrung des Heiligen. Im Jahr befahl Papst Calixtus II. die Überführung seiner Gebeine (Reliquientranslation) in die Kirche St-Andéol in Bourg-Saint-Andéol überführen, wo ihre Verehrung über Jahrhunderte bezeugt ist. In der Zeit der Französischen Revolution wurden sie jedoch verbrannt, doch der im 12. Jahrhundert teilweise überarbeitete Sarkophag blieb erhalten und gilt bis heute vielen Gläubigen als wundertätig.
Mehrere Kirchen und Orte in Frankreich und Nordspanien sind nach Andeolus benannt und auch der Lac de Saint-Andéol auf der Aubrac-Hochfläche trägt seinen Namen.

## Darstellung
Mittelalterliche Darstellungen des Heiligen sind unbekannt; einige wenige neuzeitliche Darstellungen zeigen ihn im als Diakon.